# Ooencyrtus cretatus
Ooencyrtus cretatus är en stekelart som beskrevs av Prinsloo 1987. Ooencyrtus cretatus ingår i släktet Ooencyrtus och familjen sköldlussteklar.
Artens utbredningsområde är:
- Zambia.
- Zimbabwe.

Inga underarter finns listade i Catalogue of Life.